# Wahlen 1841
◄◄ | ◄ | 1837 | 1838 | 1839 | 1840 | Wahlen 1841 | 1842 | 1844 | 1845 | ► | ►►

Weitere Ereignisse
Die Liste der Wahlen 1841 umfasst Parlamentswahlen, Präsidentschaftswahlen, Referenden und sonstige Abstimmungen auf nationaler und subnationaler Ebene, die im Jahr 1836 weltweit abgehalten wurden.
Das damalige Wahlrecht entsprach typischerweise nicht den Wahlrechtsgrundsätzen der direkten, geheimen und gleichen Wahl. Zeittypisch waren oft nur kleine Teile der Bevölkerung wahlberechtigt, ein Frauenwahlrecht war nicht gegeben.

## Termine
| Land               | Datum    | Link zur Wahl 1836               | Link zur letzten Wahl | Bemerkung                                                   |
| ------------------ | -------- | -------------------------------- | --------------------- | ----------------------------------------------------------- |
| Vereinigte Staaten | 9. Mrz.  | Gouverneurswahl in New Hampshire | 1840                  |                                                             |
| Belgien            | 8. Jun.  | Parlamentswahl in Belgien        | 1839                  | Parlamentswahl findet alternierend nur in 5 Provinzen statt |
| Chile              | 25. Jul. | Präsidentschaftswahl in Chile    | 1836                  |                                                             |
| Vereinigte Staaten | 5. Aug.  | Gouverneurswahl in Tennessee     | 1839                  |                                                             |
| Vereinigte Staaten | 13. Sep. | Gouverneurswahl in Maine         | 1840                  |                                                             |
| Vereinigte Staaten | 4. Okt.  | Gouverneurswahl in Georgia       | 1839                  |                                                             |
| Vereinigte Staaten | 6. Okt.  | Gouverneurswahl in Maryland      | 1838                  |                                                             |